# Sam Pałatnik
Sam Pałatnik (ur. 26 marca 1950 w Odessie jako Siemion Pałatnik, ukr. Семён Олександрович Палатнік) – ukraiński szachista i trener szachowy (FIDE Senior Trainer od 2009), reprezentant Stanów Zjednoczonych od 1997, arcymistrz od 1978 roku.

## Kariera szachowa
W 1974 i 1976 reprezentował Związek Radziecki na mistrzostwach świata studentów, zdobywając cztery złote medale (dwa drużynowe i dwa za wyniki indywidualne). Na przełomie lat 70. i 80. odniósł kilka sukcesów w turniejach międzynarodowych, m.in. w Rymawskiej Sobocie (1977, I m.), Kijowie (1978, dz. II-IV m. za Aleksandrem Bielawskim), Płowdiw (1978, III m.), oraz w Hradec Králové (1981, III m. za Siergiejem Dołmatowem i Lubimirem Ftačnikiem). W 1987 zajął III m. (za Siergiejem Smaginem i Radovanem Govedaricą) w Trnawie, natomiast w 1988 był drugi (za Igorem Štohlem) w Hradec Králové. W 1991 podzielił II m. (za Dibyendu Baruą, wspólnie z Aleksandrem Sznajderem i Aleksandrem Wojtkiewiczem) w Kalkucie oraz zwyciężył (wspólnie z Gatą Kamskim, Aleksiejem Jermolinskim i Johannem Hjartarsonem) w turnieju World Open w Filadelfii, a w 1998 podzielił III m. (za Giorgi Kaczeiszwilim i Joshuą Waitzkinem) w Nowym Jorku. W 2008 zajął IV m. (za Siergiejem Erenburgiem, Leonidem Judasinem i Jaanem Ehlvestem) w Branchburgu.
Najwyższy ranking w dotychczasowej karierze osiągnął 1 lipca 1992, z wynikiem 2520 punktów zajmował wówczas 13. miejsce wśród ukraińskich szachistów.
Znaczące sukcesy odniósł jako trener szachowy. Na swoim koncie posiada również napisanych kilka książek o szachowej tematyce.

## Wybrane publikacje
- The Tarrasch Formula (wspólnie z Markiem Ishee)
- Chess Strategy for the Tournament Player (wspólnie z Lwem Alburtem)
- Chess Tactics for the Tournament Player (wspólnie z Lwem Alburtem)
- The King in Jeopardy (wspólnie z Lwem Alburtem)